# Гондуэн, Жак
Жак Гондуэн де Фольвиль (фр. Jacques Gondouin de Folleville, 7 июня 1737, Сент-Уан — 29 декабря 1818, Париж) — архитектор французского неоклассицизма эпохи Просвещения, представитель школы мегаломанов.
Сын Жака Гондуэна Старшего (1696—1768), садовника в Шато де Шуази, замке короля Людовика XV. Жак Гондуэн Младший в 1756 году получил от короля пенсион для обучения архитектуре. Он учился у Мишеля-Бартелеми Хазона в Королевской академии архитектуры и в частной школе искусств (L'École des Arts) Ж.-Ф. Блонделя. Получив третье место в конкурсе на Римскую премию в 1759 году, Гондуэн уехал в Италию и пять лет прожил в Риме (1761—1766). Там он подружился с архитектором и гравёром Дж. Б. Пиранези. Работал в Голландии и Англии, после чего вернулся во Францию.
В 1769 году Гондуэн спроектировал здание новой Школы хирургии, анатомический зал которой в виде амфитеатра он задумал по образцу Пантеона в Риме — перекрытым большим куполом с круглым отверстием — окулюсом — в вершине. Двор школы окружён колоннадой ионического ордера. Этот проект, реализованный в 1771—1786 годах, принёс архитектору известность и стал классическим образцом произведений школы мегаломанов. Катрмер-де-Кенси назвал это здание «самым классическим с XVII века».
В 1769—1784 годах Жак Гондуэн выполнял обязанности «интенданта и генерального контролёра» Королевского хранилища мебели (Garde-Meuble de la Couronne), размещавшегося в Отеле Конти (Hôtel de Conti), а затем на площади Согласия в Париже (1775). Интерьеры Отеля также оформил Гондуэн. В его обязанности входило проектирование мебели и украшение королевских резиденций, в том числе дворца в Версале. В 1774 году Гондуэн стал членом Королевской академии архитектуры.
В период Французской революции Жак Гондуэн вышел в отставку и изображал из себя простого садовника в своей усадьбе. В 1795 году он был назначен одним из шести архитекторов класса изящных искусств в созданный в этом же году объединённый Институт Франции. Входил в «Совет гражданских зданий» (Conseil des bâtiments civils). Именно в этом качестве он вместе с Ж.-Б. Лепером был архитектором Вандомской колонны в честь Великой армии (1806—1810).